# جین مارناک
جین مارناک (انگلیسی: Jane Marnac؛ ۸ فوریه ۱۸۹۲ – ۲ دسامبر ۱۹۷۶) بازیگر اهل بلژیک بود.
از فیلم‌ها یا برنامه‌های تلویزیونی که وی در آنها نقش داشته‌است می‌توان به گوژپشت نتردام (فیلم ۱۹۱۱) اشاره کرد.